# Pawel Michailowitsch Rjabuschinski
Pawel Michailowitsch Rjabuschinski (russisch Павел Михайлович Рябушинский; * 1820 in Moskau; † 1899 ebenda) war ein russischer Unternehmer und Mäzen.

## Leben
Rjabuschinski war der zweite Sohn des altgläubigen Unternehmensgründers Michail Jakowlewitsch Rjabuschinski. Entgegen den Regeln der Altgläubigen war er unternehmungslustig, gesellig und liebte die Musik. Seine Bildung erhielt er zu Hause. Ab dem 14. Lebensjahr arbeitete er im Geschäft seines Vaters und kümmerte sich um den Kauf von Textilien. Mehrmals war er in England, um die dortige Textiltechnik kennenzulernen. 1859 wurde er Moskauer Kaufmann der 2. Gilde und dann Kaufmann der 1. Gilde.
1867 gründeten die Brüder Rjabuschinski ein gemeinsames Handelshaus.
1869 schlug Rjabuschinski seinen Brüdern vor, alle ihre Besitztümer zu verkaufen, um investieren zu können. Mit dem gemeinsamen Erlös kauften sie von dem Moskauer Kaufmann Schilow für 268.000 Rubel eine heruntergekommene Baumwollspinnerei im Gouvernement Twer bei Wyschni Wolotschok, die bald einen großen Gewinn abwarf. 1874 kam eine Tuchfabrik hinzu und 1875 eine Tuchfärberei. Rjabuschinski investierte weiter, und Ende des 19. Jahrhunderts waren seine Baumwollfabriken in Wyschni Wolotschok ein wesentlicher Bestandteil der russischen Baumwollindustrie.
Rjabuschinski half der Gemeinde der Altgläubigen des Rogoschskoje-Friedhofs in Moskau. Er setzte beträchtliche Mittel zur Verbesserung der Arbeits- und Lebensbedingungen der Fabrikarbeiter ein. Er organisierte eine angemessene medizinische Hilfe und baute ein Krankenhaus und ein Entbindungsheim. An der Fabrik wurden Armenhäuser und Kinderkrippen unterhalten. Eine Schule wurde eröffnet, und Arbeiterkasernen wurden gebaut.
Rjabuschinski wurde Mitglied der Moskauer Stadtduma (1860) und des Handelsgerichts (1867). Er war Abgeordneter der Moskauer Börsengesellschaft (1870–1876) und Abgeordneter der Versammlung der Kaufleute der 1. Gilde. Rjabuschinskis Porträt malte 1880 Pawel Kainowitsch Dunkers.
Rjabuschinski war in erster Ehe verheiratet mit Anna Semjonowna Fomina, Enkelin des Vorstehers der Moskauer Altgläubigengemeinde am Rogoschskoje-Friedhof, die ihm nur sechs Töchter gebar, so dass er sich scheiden ließ. In zweiter Ehe heiratete er als 50-Jähriger die 18-jährige Braut seines Bruders Alexandra Stepanowna Owssjanikowa aus einer altgläubigen Familie. Sie gebar ihm 8 Söhne und 3 Töchter, von denen 11 das Kindesalter überlebten: Pawel (1871–1924), Sergei (1872–1936), Wladimir (1873–1955), Stepan (1874–1942), Nikolai (1877–1951), Michail (1880–1960), Jewfimija (1881–1976), Dmitri (1882–1962), Fjodor (1885–1910), Nadeschda (1886–1937) und Alexandra (1887–1937). Nadeschda Pawlowna Rjabuschinskaja und Alexandra Pawlowna Alexejewa wurden 1937 bei Medweschjegorsk in der Karelischen Autonomen Sozialistischen Sowjetrepublik erschossen und 1989 rehabilitiert.
Rjabuschinski wurde auf dem Rogoschskoje-Friedhof neben seinem Vater begraben. Seinen Söhnen hinterließ er 20 Millionen Rubel.